# Chicha

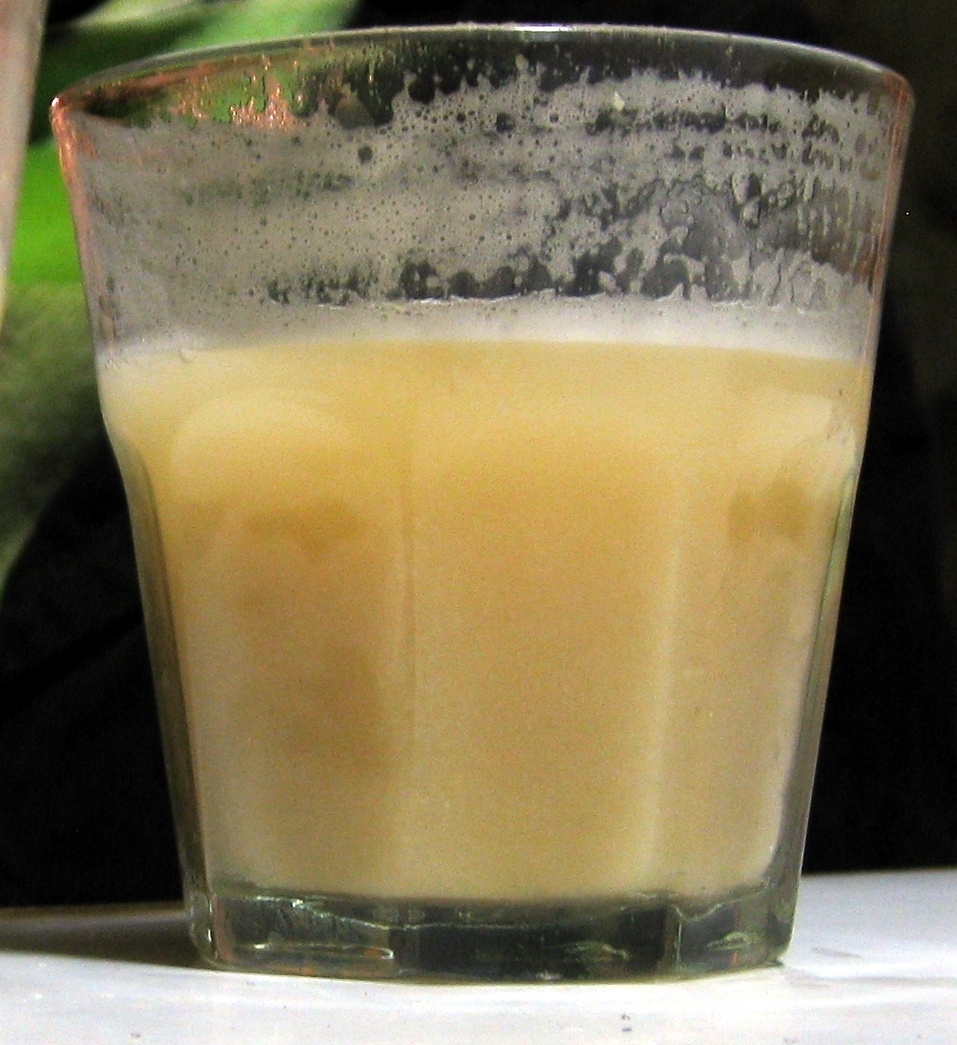
Szklanka chichy

Chicha – rodzaj napoju alkoholowego wyrabianego przez Rdzennych mieszkańców Ameryki Południowej z rejonu Andów, który istniał już w czasach imperium Inków. Jest wytwarzany ze specjalnego gatunku kukurydzy (tzw. chicha de jora).
Ma blady słomkowy kolor i kwaśny posmak przypominający lekkie wino jabłkowe – cydr.

## Produkcja
Ziarna bogate w skrobię są żute aż do uzyskania konsystencji ciasta, które jest suszone i umieszczane w ciepłej wodzie, gdzie działanie amylazy ślinowej dobiega końca. Wtedy dodaje się zakwas i rozpoczyna się fermentacja. Dziś wiele chicha wytwarza się za pomocą słodu kukurydzianego zamiast przy użyciu śliny.

## Spożywanie
Może być spożywany po niedługim okresie fermentacji – wtedy ma słodkawy smak lub po dłuższym okresie – wówczas zwiększa się zawartość alkoholu i napój jest mocniejszy. Chicha zawiera niewielką ilość alkoholu, od 1 do 3%.

## Rodzaje chicha

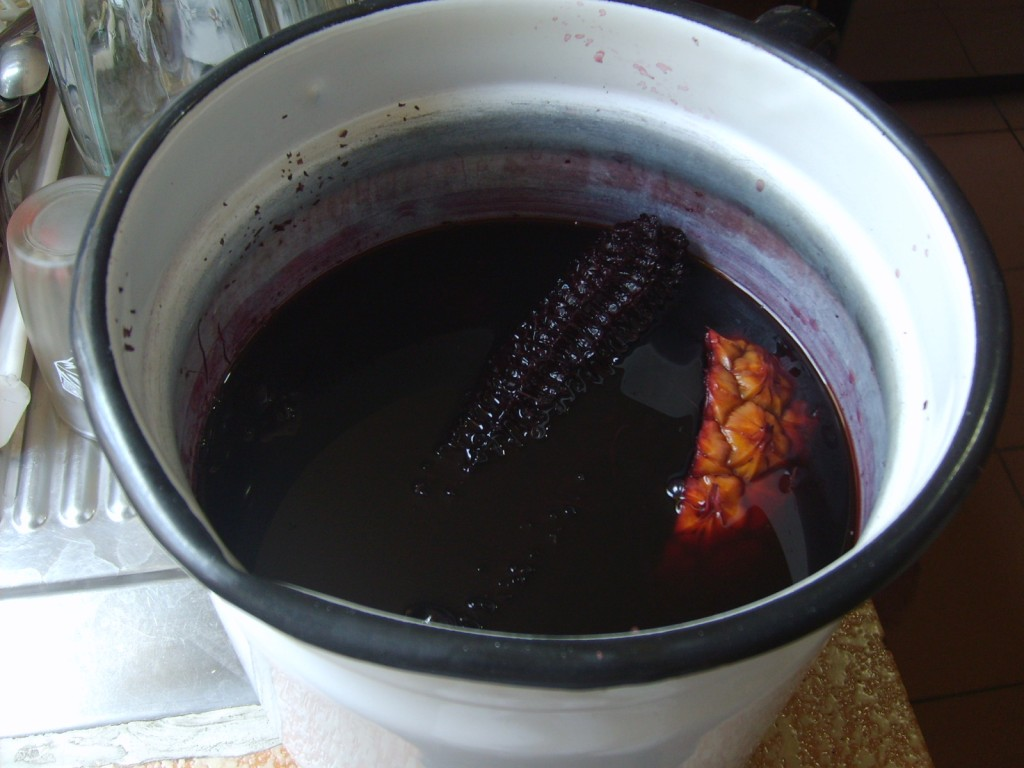
Chicha maiz morado

- W Limie w Peru i innych większych miastach nadbrzeżnych istnieje tzw. chicha morada, przygotowana ze specjalnego gatunku kukurydzy tzw. maiz morado (purpurowa kukurydza). Ma ona słodki smak i jest wyrabiana na skalę przemysłową w butelkach i puszkach;
- W rejonie Cuzco, do chicha dodaje się truskawek, a powstały w ten sposób napój jest nazywany frutillada;
- W Puno, chicha jest wytwarzana z quinoa. Ma ona charakterystyczny prawie biały kolor;
- W Ayacucho, wyrabia się chicha de siete semillas, ma gęstą konsystencję i powstaje z kukurydzy, pszenicy, jęczmienia i ziaren garbanzo;
- Miasto Huanta słynie z chicha de molle, przygotowywanego z małych czerwonych nasion drzewa molle. Jest to bardzo rzadki gatunek i posiada najbardziej delikatny smak;
- W Wenezueli chicha albo chicha de arroz wytwarzana jest z gotowanego ryżu, mleka i cukru, do którego dodaje się kostki lodu (jest to popularny napój chłodzący sprzedawany często na ulicach), w niektórych rejonach dodaje się jeszcze ananasa oraz cynamon;
- W Chile chicha powstaje z winogron albo jabłek i jest spożywana podczas Dnia Niepodległości (18 września);
- Istnieją jeszcze kolumbijska odmiany chicha przygotowywane z kukurydzy, ziemniaków, quinoa, ryżu, ananasa itp.
- W Nikaragui chicha zawierająca alkohol znana jest jako chicha bruja, podczas gdy słowo chicha oznacza bardzo popularny, bezalkoholowy napój również tworzony z kukurydzy.

Chicha może być wytwarzana na wiele sposobów, a jej przygotowanie jest niemalże rytuałem (tak jak picie herbaty w Japonii). Osoby specjalizujące się w przygotowaniu tego napoju cieszą się dużym szacunkiem w krajach andyjskich.